# Bleach (album)
Bleach is het debuutalbum van de grungeband Nirvana. In eerste instantie is er vrij weinig van verkocht in de Verenigde Staten, in Groot-Brittannië brak de band wel gelijk door met het album. Het wereldwijde succes van het album Nevermind in 1991 zorgde voor een toegenomen interesse in en verkoop van het debuutalbum. Uiteindelijk kreeg het de platina-status (in de Verenigde Staten werden meer dan een miljoen exemplaren verkocht). Slechts twee platen van het Sub Pop label bereikten ooit deze status. Jason Everman is te zien op de hoes en wordt vermeld als tweede gitarist maar hij is in geen enkel nummer te horen. Het gerucht gaat dat Kurt Cobain hem wilde bedanken voor het bekostigen van de opnames (600 dollar). De originele werktitel van het album was 'Too Many Humans'. Een AIDS-preventieposter in San Francisco was de inspiratie voor de uiteindelijke titel. Op de poster werden heroïnegebruikers opgeroepen om hun naalden voor gebruik te ontsmetten met bleekmiddel (bleach). De posterslogan was "Bleach Your Works".
Zowel qua hoesontwerp, vinyl kleur en de muzikale inhoud zijn er vele versies op de markt gekomen. Een aantal vinyl uitgaven bevatten Love Buzz of Big Cheese en missen Downer. Een cassette-uitgave bevat zowel Love Buzz als Big Cheese maar mist ook Downer. En een cd-uitgave bevat alle drie genoemde nummers. De eerste 1000 Sub Pop-lp's zijn geperst op wit vinyl en bevatten een poster. Op de poster staat Jason Everman nadrukkelijker afgebeeld dan de overige bandleden. De Waterfront-lp's werden in eerste instantie geperst op blauw of geel vinyl. De bijbehorende hoes bevat de woorden Nirvana en Bleach in het blauw geschreven. De eerste 300 Britse Tupelo-lps kwamen uit op wit vinyl en de volgende 600 op groen vinyl.
Ter gelegenheid van het twintigjarig jubileum van Bleach bracht Sub Pop op 3 november 2009 een luxe-editie van het album uit. Deze verscheen zowel op wit vinyl als op cd. De originele tapes zijn in het kader van deze uitgave door Jack Endino - die ook de originele versie produceerde - geremasterd. Ook bevat deze uitgave een liveopname van een concert op 9 februari 1990 in het Oregon's Pine Street Theatre in Portland.

## Nummers
Alle muziek en teksten zijn geschreven door Kurt Cobain, tenzij anders aangegeven. 
| 1.                 | Blew                           | 2:55 |
| 2.                 | Floyd the Barber               | 2:18 |
| 3.                 | About a Girl                   | 2:48 |
| 4.                 | School                         | 2:42 |
| 5.                 | Love Buzz (Robbie van Leeuwen) | 3:35 |
| 6.                 | Paper Cuts                     | 4:06 |
| 7.                 | Negative Creep                 | 2:56 |
| 8.                 | Scoff                          | 4:10 |
| 9.                 | Swap Meet                      | 3:03 |
| 10.                | Mr. Moustache                  | 3:24 |
| 11.                | Sifting                        | 5:22 |
| 12.                | Big Cheese (Cobain/Novoselic)  | 3:42 |
| 13.                | Downer                         | 1:43 |
| Totale duur: 42:14 |                                |      |

| Nr. | Titel                      | Duur |
| --- | -------------------------- | ---- |
| 14. | Intro                      | 0:53 |
| 15. | School                     | 2:36 |
| 16. | Floyd the Barber           | 2:17 |
| 17. | Dive (Cobain/Novoselic)    | 3:42 |
| 18. | Love Buzz (van Leeuwen)    | 2:58 |
| 19. | Spank Thru                 | 2:59 |
| 20. | Molly's Lips (Kelly/McKee) | 2:16 |
| 21. | Sappy                      | 3:19 |
| 22. | Scoff                      | 3:53 |
| 23. | About a Girl               | 2:28 |
| 24. | Been a Son                 | 2:01 |
| 25. | Blew                       | 4:32 |

## Personeel
- Kurt Cobain: gitaar, zang
- Krist Novoselic: basgitaar
- Chad Channing: drums
- Dale Crover: drums
- (Jason Everman: gitaar)

In eerste instantie speelde Dale Crover op drums bij Nirvana. Later werd hij vervangen door Chad Channing. De drumpartijen in de nummers Floyd the Barber, Paper Cuts en Downer zijn afkomstig van Dale Crover. Dit wordt vermeld in een kleiner lettertype onder aan op de hoes. Op het compilatiealbum Incesticide zou hij later nogmaals te horen zijn.
Gitarist Jason Everman is niet op het album te horen

## Trivia
- Gitarist Jason Everman stond aanvankelijk op de albumhoes vermeld terwijl hij op het album niet te horen is. Op de luxe-editie kreeg hij daarentegen geen vermelding.
- Het nummer "Love Buzz" is geschreven door Robbie van Leeuwen, bekend van Shocking Blue.
- Het nummer Big Long Now werd wel opgenomen maar verscheen niet op het Bleach album. Later verscheen het alsnog op het compilatiealbum Incesticide.
- Het nummer Blandest werd wel opgenomen maar verscheen niet op het Bleach album. Na de dood van Kurt Cobain verschenen versies van het nummer op de compilatiealbums With the lights out en Sliver: the best off the box.
- Hoewel niet op het album te horen speelde Jason Everman wel mee tijdens liveoptredens ter promotie van het album. Een optreden met Everman bij Rhino Records op 23 juni 1989 is vastgelegd in een amateurvideo-opname. Beelden van het nummer Big Cheese uit dit optreden zijn terug te vinden op de dvd van de compilatiebox With the lights out.